# Ejército de los muyahidines (Irak)
El Jaish al-Mujahideen (o Ejército del Guerrero Santo) fue una milicia sunita en Irak. El grupo surgió por primera vez a finales de 2004. El Ejército Mujahideen es uno de los miembros fundadores del Frente de Reforma y Jihad, así como miembro del Consejo Político para la Resistencia Iraquí (PCIR). El ejército muyahidines está compuesto casi exclusivamente por musulmanes sunitas iraquíes nativos, incluidos exmiembros de las fuerzas armadas de Sadam Hussein, como los Fedayines de Sadam, la Guardia Republicana Especial y la Guardia Republicana Iraquí.

## Ideología
De naturaleza religiosa, el Ejército Mujahideen adquiere un tono nacionalista en su retórica. Se cree que el grupo insurgente tiene una ideología similar al del grupo Ejército Islámico en Irak (IAI). 
En mayo de 2006, el Ejército mujahideen emitió una declaración condenando las luchas internas étnicas y sectarias de Irak e instó a los iraquíes a trabajar "con un sentido de responsabilidad nacional y religiosa por el bien de las generaciones futuras". 
A finales de enero de 2006, el Ejército de muyahidines emitió un comunicado que instaba a realizar ataques en Dinamarca y Noruega, en respuesta a la publicación de caricaturas que ridiculizaban al profeta islámico Mahoma en varios periódicos daneses. 
También amenazaron con ataques luego de los controversiales comentarios hechos por el Papa Benedicto XVI en septiembre de 2006. Anunciaron su intención de "destruir su cruz en el corazón de Roma... y golpear el Vaticano". 
El Ejército mujahideen también ha dado el paso de lanzar videos en inglés, supuestamente para apelar al público estadounidense, producidos y distribuidos por el grupo.

## Ataques
El Ejército mujahideen se ha atribuido varios ataques contra tropas estadounidenses en Irak. La mayoría de estas afirmaciones se emiten en comunicados o videos publicados en sitios web muyahidines.
Algunos atentados notables del Ejército Mujahideen son;
- El derribo en enero de 2007 de un helicóptero Black Hawk al norte de Bagdad.
- Derribando un helicóptero Apache estadounidense en enero de 2006.

## Liderazgo
Poco se sabe públicamente sobre el liderazgo y la estructura del mando del Ejército Mujahideen.
En octubre de 2005, el ejército estadounidense mencionó que había capturado a Ahmad Ni'mah Khudayyir Abbas (alias Abu Shihab), un  "teniente y jefe de propaganda" en el distrito de Abu Ghraib al oeste de Bagdad.
En enero de 2006, el grupo saco una declaración instando al Ejército Mujahideen a unirse al entonces incipiente Mujahideen Shura Council, al-Qaida en Irak identificó al emir del Ejército Mujahideen como "El León Saltando".
El analista de inteligencia Malcolm Nance afirma que el Ejército Mujahidin de Irak era un enlace entre las antiguas milicias Baath como los fedayines y los islamistas. Sin embargo, la mayoría de los comandantes del ejército muyahidín parecen ser ex soldados políticamente antibaazistas y se convirtieron en muyahidin islamistas después de dejar el servicio militar y la invasión de Estados Unidos. Portavoces del ejército muyahidin como Abdul-Rahman Qaisi y Abdullah Umari han sido críticos con el Baath y quieren convertir a Irak en un emirato islámico libre del control de la ocupación.